# Manticao
Manticao is een gemeente in de Filipijnse provincie Misamis Oriental op het eiland Mindanao. Bij de laatste census in 2007 had de gemeente ruim 25 duizend inwoners.

## Geografie

### Bestuurlijke indeling
Manticao is onderverdeeld in de volgende 13 barangays:
| - Argayoso - Balintad - Cabalantian - Camanga - Digkilaan - Mahayahay - Pagawan | - Paniangan - Patag - Poblacion - Punta Silum - Tuod - Upper Malubog |

## Demografie
Manticao had bij de census van 2007 een inwoneraantal van 25.443 mensen. Dit zijn 1.371 mensen (5,7%) meer dan bij de vorige census van 2000. De gemiddelde jaarlijkse groei komt daarmee uit op 0,77%, hetgeen lager is dan het landelijk jaarlijks gemiddelde over deze periode (2,04%). Vergeleken met de census van 1995 is het aantal mensen met 2.813 (12,4%) toegenomen.

De bevolkingsdichtheid van Manticao was ten tijde van de laatste census, met 25.443 inwoners op 123,01 km², 206,8 mensen per km².